# وستمیسا
وستمیسا (به لاتین: Vastemõisa) یک روستا در استونی است که در دهستان سوره-یانی واقع شده‌است.

## خصوصیات
وستمیسا ۴۳۵ نفر جمعیت دارد.